# Tolypocladium nubicola
Tolypocladium nubicola är en svampart som beskrevs av Bissett 1983. Tolypocladium nubicola ingår i släktet Tolypocladium och familjen Ophiocordycipitaceae.   Inga underarter finns listade i Catalogue of Life.